# パーク・リッジ駅
パーク・リッジ駅（Park Ridge）は、ニュージャージー州バーゲン郡パーク・リッジにあるニュージャージー・トランジットの駅。

## 概要
ニュージャージー・トランジットのパスカック・バレー線の駅である。この駅からニュージャージー州ホーボーケン駅までを結んでいる。

## パーキング
2つの駐車場がある。駐車場は、許可証を得ている車だけが駐車できる。

## 接続
- ロックランド・コーチ 11